# St.-Michaels-Kapelle (Rottenmann)

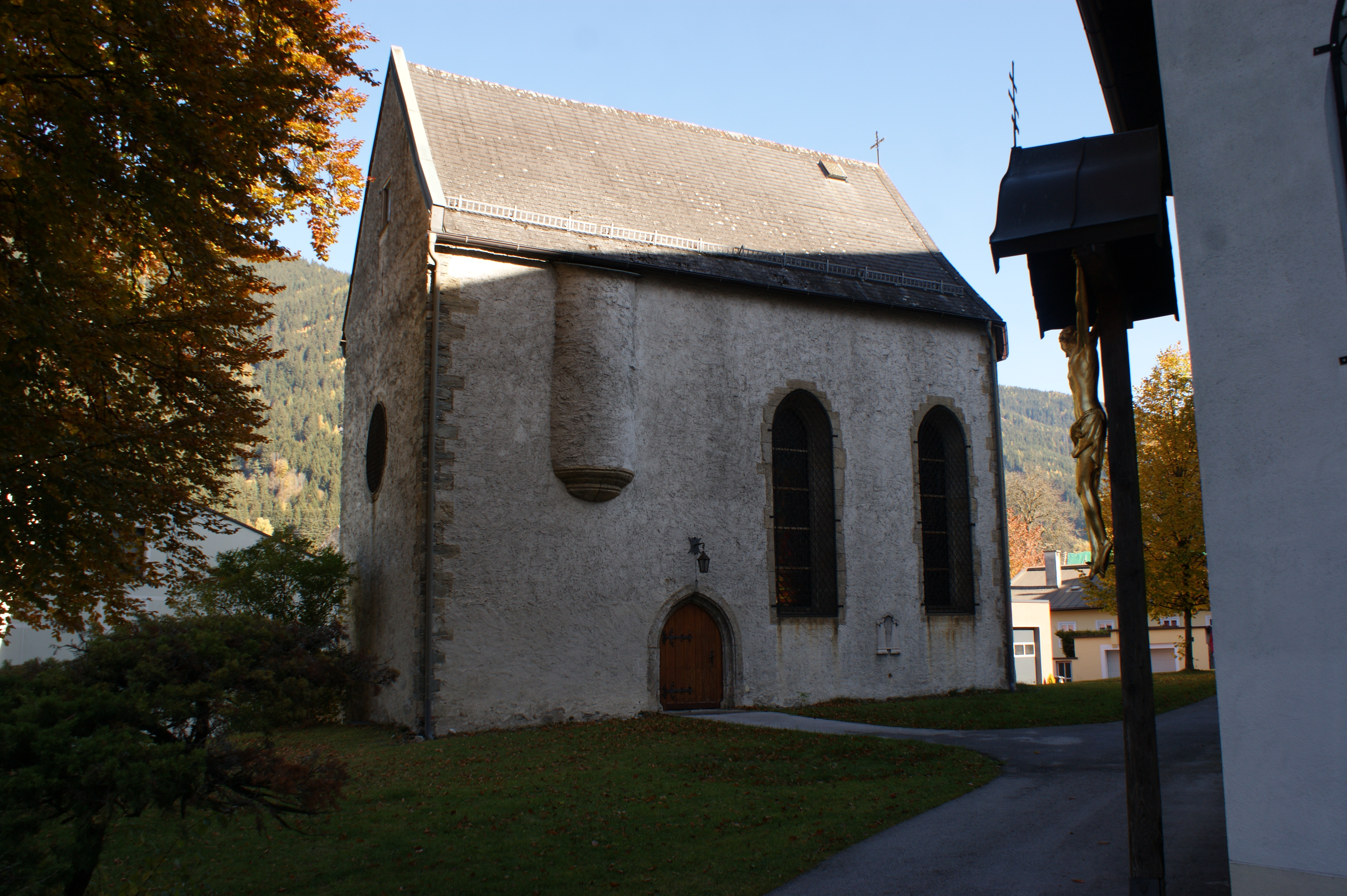
Die Kapelle 2021

Die römisch-katholische St.-Michaels-Kapelle befindet sich in der Gemeinde Rottenmann in der Steiermark und war zeitweise profaniert. Die Kapelle gehört zum Dekanat Admont in der Diözese Graz-Seckau. Das Kirchengebäude steht unter Denkmalschutz (Listeneintrag). Auch die daneben stehende Stadtpfarrkirche Rottenmann und der hier bis 1789 befindliche Friedhof stehen unter Denkmalschutz (Listeneintrag).

## Geschichte
Die Michaelskapelle wurde 1431/1432 im gotischen Baustil errichtete. Die Kapelle wurde als Friedhofskapelle auf Veranlassung des Rottenmanner Bürgers Johann oder Heinrich Tatz (Taz) für die Stadtpfarrkirche gebaut. 1432 erfolgte die Weihe der Kapelle. Als 1789 der heutige Friedhof außerhalb der Stadt angelegt wurde, entfiel die Funktion dieser Kapelle immer mehr. Im Untergeschoß der Kapelle befand sich das Beinhaus (Karner), welches heute zugemauert ist. In den ersten Jahrzehnten des 19. Jahrhunderts wurden die Beisetzungen im Kirchfriedhof beendet und sodann die Kapelle profaniert. 1973 wurde sie resakralisiert.

## Gebäude
Das Kirchengebäude befindet sich auf 681 m ü. A. und ist von Nordwesten nach Südosten (Apsis) ausgerichtet. Das Gebäude ist etwa 15 Meter lang und 7 Meter breit mit einem steilen Satteldach. Von der südlich gelegenen Stadtpfarrkirche ist die Kapelle etwa 8 Meter entfernt. Im Norden führt die Dr.-Rudolf-Tyrolt-Gasse vorbei. Das ehemalige Augustiner-Chorherrenstift befindet sich im Osten rund 33 Meter entfernt.